# Ateneo de Madrid
El Ateneo de Madrid es una institución cultural privada ubicada en Madrid, capital de España, y creada en 1835 como Ateneo Científico y Literario. Por el Ateneo han pasado seis presidentes de Gobierno y casi todos los Premios Nobel españoles, muchos políticos de la Segunda República y diversos integrantes de la generación del 98, de la del 14 y de la del 27. Entre sus presidentes cabe citar a Laureano Figuerola, Segismundo Moret, Gumersindo de Azcárate, Antonio Alcalá Galiano, Ramón María del Valle-Inclán, Antonio Cánovas del Castillo, Miguel de Unamuno, Fernando de los Ríos, Gregorio Marañón y Manuel Azaña. La primera mujer admitida como socia fue Emilia Pardo Bazán el 9 de febrero de 1905 con el número 7.925.

## Historia
Los antecedentes del Ateneo se encuentran entre los ilustrados y los liberales del inicio del siglo XIX. Tras la invasión napoleónica y la abdicación de José I Bonaparte como rey, la organización del país quedó en manos de la Junta Suprema Central y de las Cortes de Cádiz que promulgaron la primera constitución liberal española.

El retorno de Fernando VII supuso la vuelta al absolutismo y la salida de España de los patriotas gaditanos. En Francia y en Inglaterra se refugió la clase ilustrada, perseguida en el interior del país. El regreso durante el gobierno liberal en 1820 de los exiliados promovió, entre otras muchas iniciativas, la creación del Ateneo Español dirigido por Juan Manuel de los Ríos. En 1823, con la vuelta de nuevo al absolutismo del rey Fernando VII (el rey Felón o el Deseado), desapareció temporalmente la institución que tuvo que fijar su residencia en Londres. 

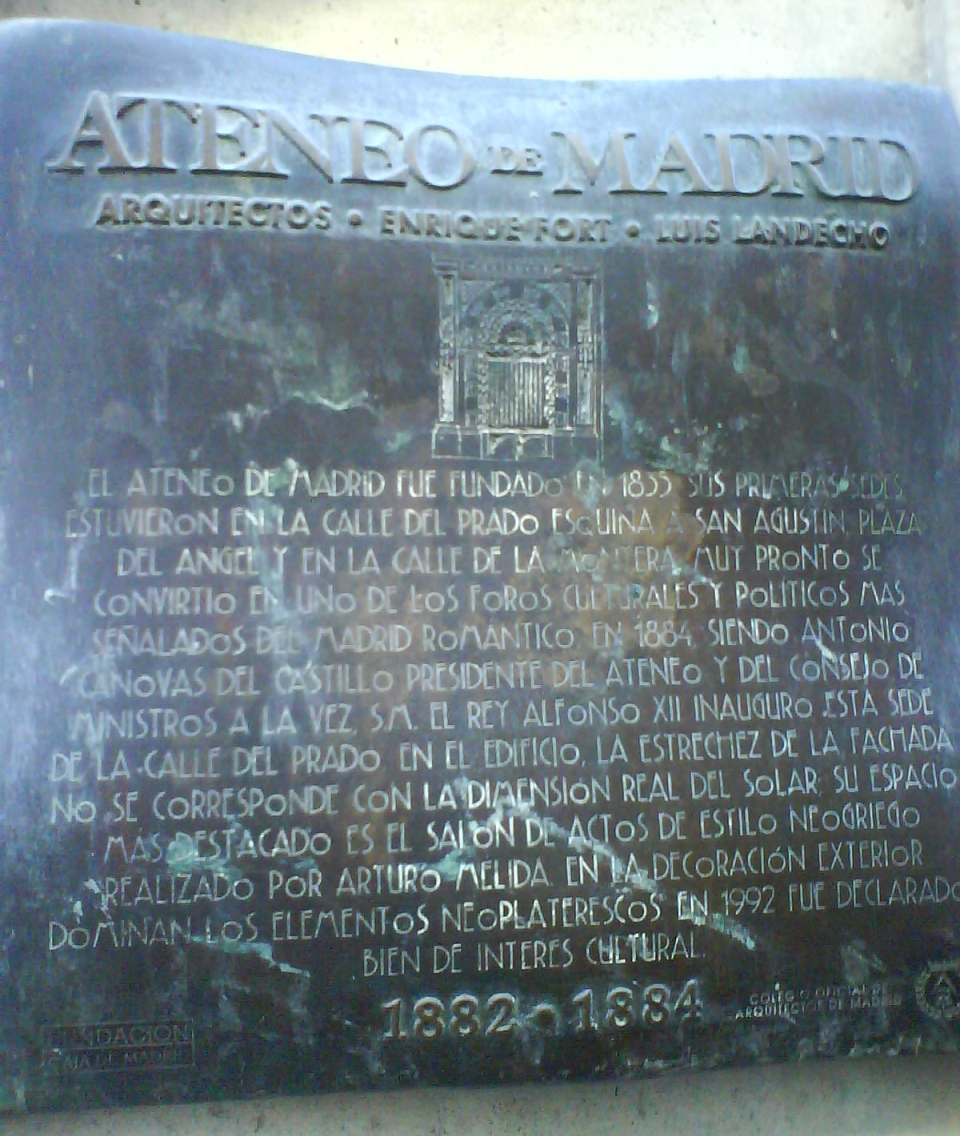
Placa explicativa a la entrada.

Con la muerte de Fernando VII y el apoyo de los liberales a la causa de Isabel II frente al pretendiente don Carlos, se recuperó cierto ambiente de tolerancia durante la regencia de María Cristina. En 1835 el antiguo Ateneo Español, promovido por la Sociedad Económica Matritense, cambió su nombre por el de Ateneo Científico y Literario, teniendo como fundadores a Salustiano Olózaga, el duque de Rivas, Antonio Alcalá Galiano, Mesonero Romanos, Francisco López Olavarrieta, Francisco Fabra y el propio Juan Manuel de los Ríos. De este modo la corporación quedó constituida por cuatro secciones : I. Ciencias morales y políticas, II. Ciencias naturales, III. Ciencias matemáticas y físicas y IV. Literatura y Bellas Artes. Concedía prioridad a las ciencias útiles y se ignoraba la música en sus cátedras. El 31 de diciembre de 1860 pasó a llamarse Ateneo Científico, Literario y Artístico. Según consta en el Reglamento de 1876 el número de secciones quedaba reducida a tres: I. Ciencias morales y políticas, II. Ciencias naturales, físicas y matemáticas y III. Literatura y Bellas Artes. Finalmente, con la inauguración del nuevo edificio en enero de 1884, la Sección de Literatura y Bellas Artes se subdividió, incluyendo una sección de Música dentro de esta última. Es entonces cuando abandonó su vetusto edificio en la calle Montera e inauguraba, bajo la presidencia de Cánovas del Castillo, un nuevo espacio en la calle del Prado n.º 21. 

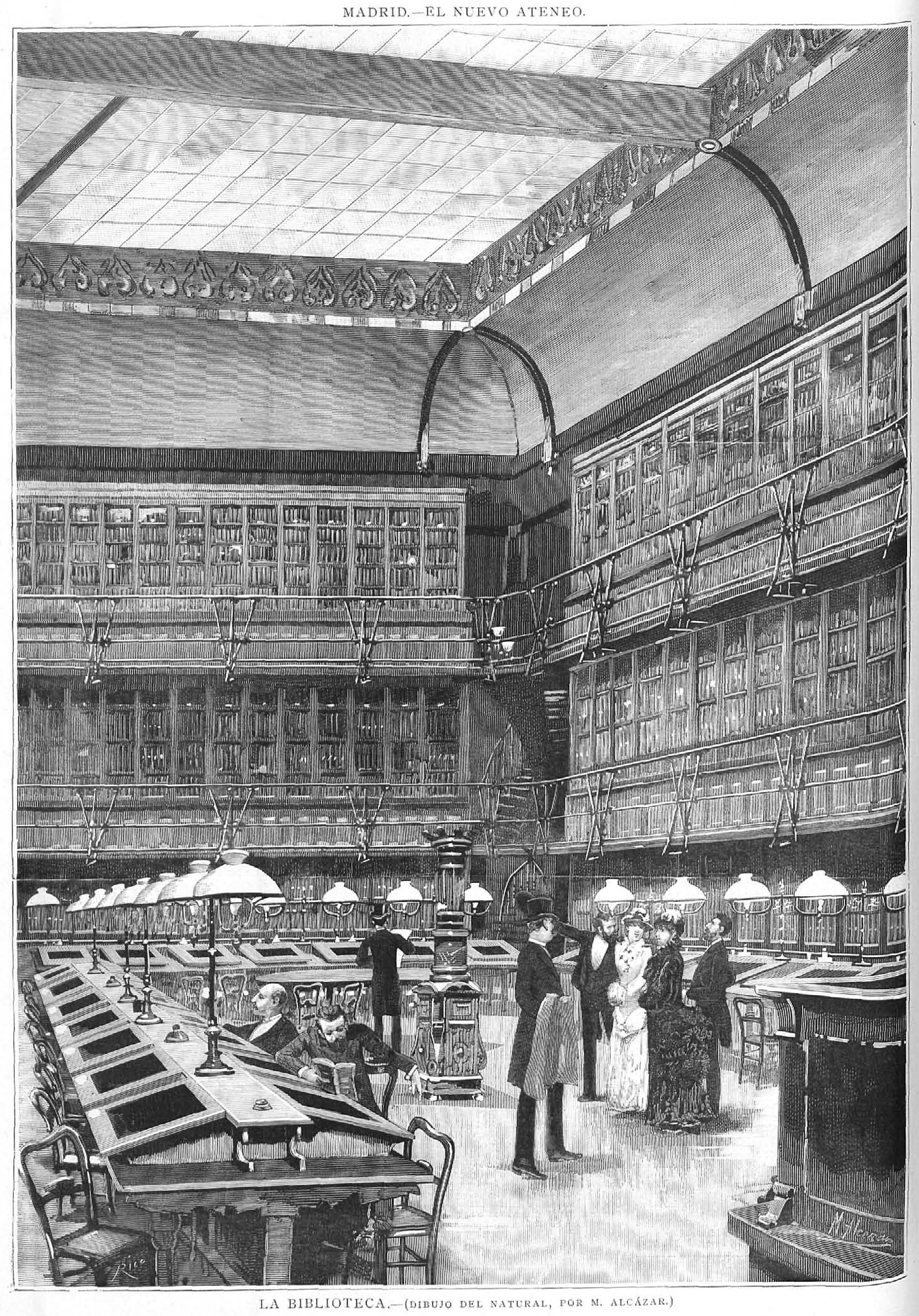
Biblioteca, dibujo de Manuel Alcázar para La Ilustración Española y Americana.

El solemne acto venía respaldado por la figura de Alfonso XII como socio de la sociedad científico y literaria. La Revista Contemporánea nos deja un detallado testimonio del  acontecimiento:
"Gran solemnidad la Apertura del Ateneo. SS. MM. el Rey y la Reina y SS. AA. las infantas Dª. Eulalia y Dª Paz y su egregio esposo, dieron con su asistencia gala y realce al acto, que revistió todos los caracteres propios para llenar una de las más brillantes páginas de la historia de aquella Sociedad. El consejo de Ministros en masa, lo más granado del elemento oficial, altos cuerpos consultivos, Tribunales Supremos, Academias y centros de enseñanza, representantes de la política, de la aristocracia y de la banca, hermosísimas damas, cuanto Madrid encierra de notable y distinguido se había dado cita en el nuevo local de la calle del Prado, completamente invadido desde primeras horas de la noche. El Sr. Cánovas leyó el discurso de aperturas de las cátedras en el presente curso: un discurso majestuoso, profundo, inspirado, tan abundante en bellezas de dicción, como en ideas nuevas y en juicios axiomáticos. ¡Gran fortuna la del incomparable talento del eminente estadista! Cuanto de su privilegiada inteligencia brota se impone siempre entre la admiración y el aplauso de amigos y adversarios, que a una proclaman, con la imparcialidad de la justicia, los acreditados conocimientos del sabio, del literato, del filósofo, del tribuno y del político". 
Asimismo,en su discurso de inauguración, Cánovas recuerda lo que ha de ser el espíritu de la corporación remitiéndose a las palabras del duque de Rivas en su Discurso de 1835:
«Una de las libres asociaciones de ciudadanos, espontáneamente nacidas a la sombra de la libertad, que sin más impulso que el de sus buenos deseos, y sin más estímulos que el de su propia ilustración, se juntan para esparcir gratuitamente las luces (...). ¿Cabe añadir algo esencial á tan claras palabras? No por cierto. Tócame únicamente decir una vez más, que nuestra institución no es sólo de pasatiempo ó recreo, aunque también lo sea, sino de alto sentido y espíritu social; obra, en fin, de progreso y civilización, que con la erección de esta gran cátedra parece que ha de ser cada día más fecunda, y útil, y más merecedora del apoyo y estímulo que por tantas y tantas partes acabamos felizmente de hallar ».

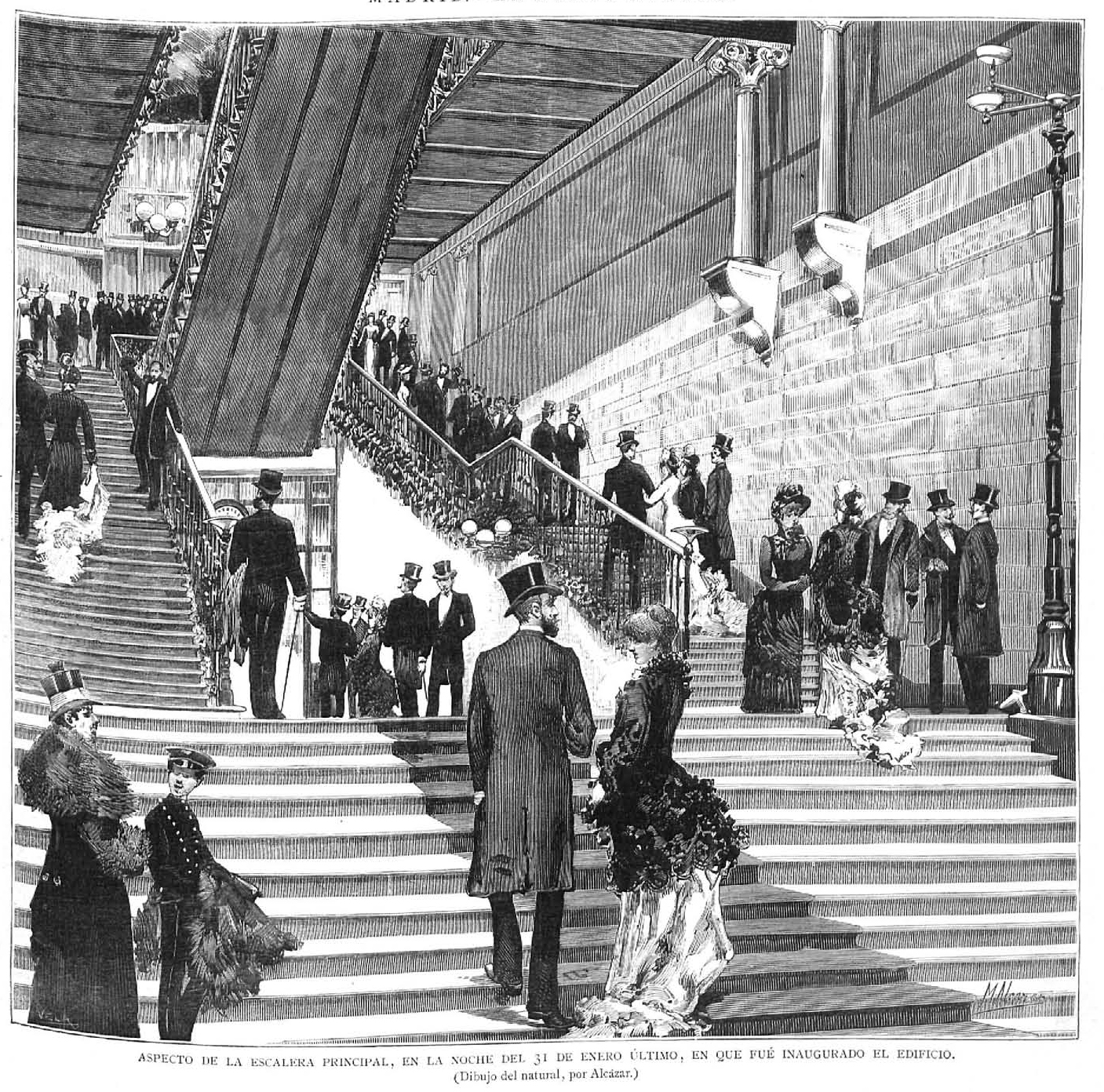
Aspecto de la escalera principal, 31 de enero de 1884, inauguración del nuevo Ateneo, dibujo de Manuel Alcázar para La Ilustración Española y Americana.

A partir de 1884 adquieren protagonismo las veladas y conferencias sobre música dentro de la entidad a las que asisten los socios, además de un gran número de mujeres. En este sentido, hay que destacar la labor de Guillermo Morphy, el conde de Morphy, secretario de Alfonso XII, compositor y gran mecenas del arte, quien llevó a cabo una intensa labor como presidente de la Sección de Bellas Artes del Ateneo de Madrid, desde 1886 hasta 1895, impartiendo numerosas conferencias y organizando veladas musicales. Destaca su Discurso de recepción que tuvo lugar el 23 de diciembre de 1886, «El arte español en general y particularmente nuestras Artes suntuarias», en el que trata del porvenir artístico e industrial de la España moderna, poniendo de relieve los elementos autóctonos sobre los que reconstruir el arte nacional. Asimismo, participan en la Sección otras figuras destacadas como Emilio Arrieta, Gabriel Rodríguez, Guillermo Morphy, Felipe Pedrell, Menéndez Pelayo, Narciso Sentenach, Pedro Fontanilla y Emilio Serrano. Al éxito de las veladas musicales contribuyen artistas españoles como Isaac Albéniz, Pablo Casals, Fernández Arbós, Tomás Bretón, Emilio Serrano o Napoleón Verger; mujeres como María Luisa Guerra, María Luisa Chevallier, Isabel Echevarría de Aguirre y Matilde Torregrosa y, por último, personajes de renombre internacional como los músicos D´Albert o Francis Planté. Durante la década de 1890 y con Cánovas del Castillo al frente del Ateneo, se continuaban los esfuerzos hacia la modernización de la entidad con mejoras evidentes como la instalación del alumbrado eléctrico, aumento de conferencias, incremento del número de socios y nombramiento de la primera mujer, Alejandrina Gessler de Lacroix, conocida como Anselma, como socia de honor.
La entidad tuvo como órgano portavoz la revista El Ateneo: revista científica, literaria y artística. De periodicidad quincenal y amplia paginación (más de 600 páginas) nació bajo la presidencia de Cristino Martos, y tenía como objetivo recoger el movimiento intelectual de España y del extranjero. Durante su corta vida –del 15 de diciembre de 1885 al 25 de noviembre de 1889– se publicaron 12 números. En el Comité Consultivo de la redacción figuraban Cristino Martos (presidente), el conde de Morphy (director de la Sección de Bellas Artes), Alejandro Pidal (director de la Sección de Ciencias Morales y Políticas), marqués de Hoyos (director de la Sección de Ciencias Históricas), Juan Valera (director de la Sección de Literatura), y Fernández Villaverde (director de Ciencias exactas, Físicas y Naturales).

### Primeras mujeres socias del Ateneo
La primera mujer que tuvo protagonismo en el Ateneo de Madrid fue Rosario de Acuña quien ocupó la Cátedra del Ateneo en abril de 1884 en una velada poética poniendo su voz a algunas de sus propias obras.
El 9 de febrero de 1905 fue admitida por primera vez una mujer como socia: Emilia Pardo Bazán con el número 7.925.

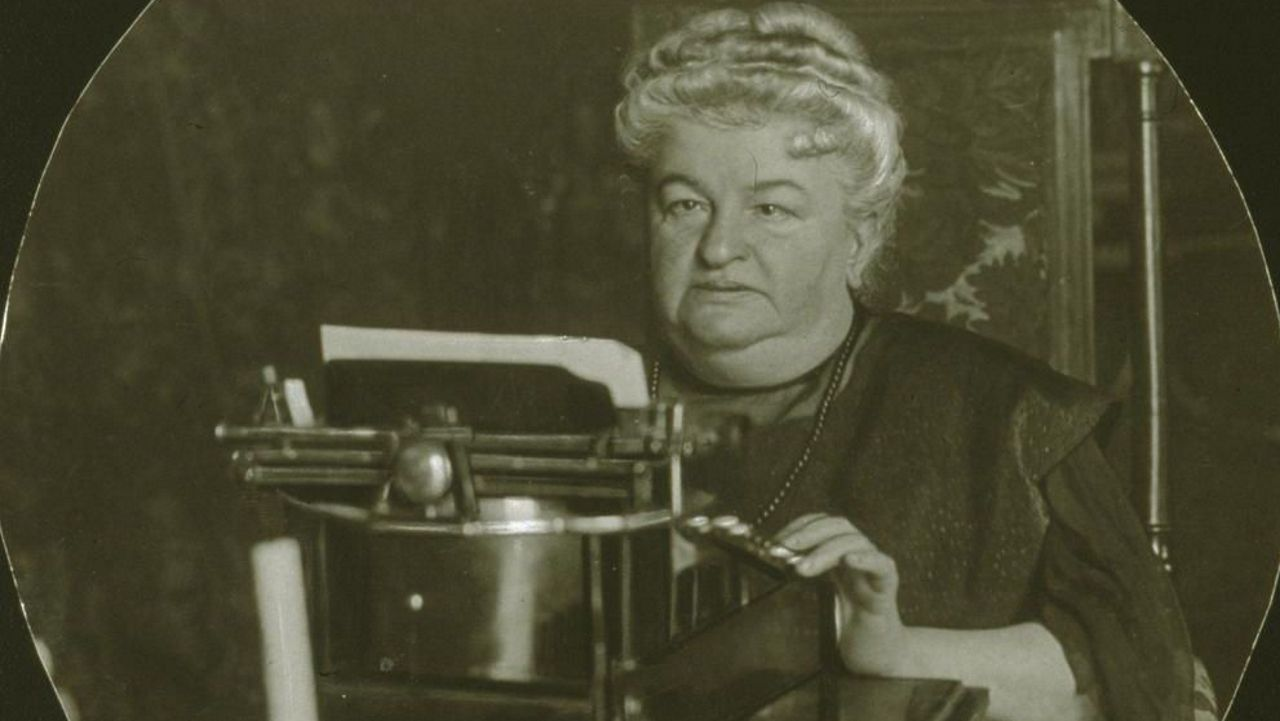
Emilia Pardo Bazán, primera mujer socia del Ateneo, admitida en 1905

«La inteligencia no tiene sexo, y la de señora Pardo Bazán es de aquellas que no sólo honran a la Corporación que le abre sus puertas sino al país entero, que la mira como uno de sus más insignes hijos» señalaba el diario La Época el 15 de febrero de 1905.
Tras ella solicitaron el ingreso otras destacadas mujeres y compañeras de Pardo Bazán: Blanca de los Ríos y Carmen de Burgos, admitidas el 10 de marzo del mismo año, y Gloria Laguna.

### Guerra civil, régimen franquista
La dictadura de Primo de Rivera (1923-1930) suspendió las actividades del Ateneo. Durante la guerra civil española se mantuvo abierto y resultó providencial conservar la integridad de sus instalaciones, en especial su Biblioteca, gracias a la labor de Bernardo G. de Candamo, único miembro de la Junta Directiva republicana que permaneció en Madrid durante el conflicto bélico. No obstante, la dictadura franquista limitó la actividad del Ateneo. En la inmediata posguerra se redujo el número de actividades de corte artístico y la institución se convirtió en un foco de difusión de la ideología del régimen franquista con el objetivo de resaltar los valores conservadores y católicos de la dictadura frente a su carácter militar. De hecho, en un primer momento cambió de nombre, hasta que, tras la Segunda Guerra Mundial, el control de la institución fue asumido por el ministro de Educación Nacional, José Ibáñez Martín, que encargó su dirección a Pedro Rocamora. En este contexto, el filósofo José Ortega y Gasset pronunció una conferencia que supuso su reaparición en la escena pública española.
En la década de 1960, con José María de Cossío al frente del Ateneo, la actividad política fue dejando paso de nuevo, de forma paulatina, a más actividades artísticas y culturales.

### Actualidad
La vuelta a la democracia ha permitido que el Ateneo continuase siendo un importante centro de referencia cultural.

## Sedes
En la noche del 6 de diciembre de 1835 se verificó su solemne apertura en la antigua casa de Abrantes, calle del Prado, 28, esquina a la de San Agustín, y casa que entonces ocupaba la conocida imprenta de Tomás Jordán, el cual, atendiendo a una solicitud de Mesonero Romanos, miembro de la comisión gestora, cedió «el magnífico salón oblongo de dicha casa, y otros contiguos, para la inauguración del Ateneo». De allí se trasladó al número 27 de la misma calle; posteriormente se mudó al número 33 de la calle de Carretas, después a la plazuela del Ángel número 1 y a la calle Montera número 32. En el inicio del siglo XXI, ocupa el número 21 de la calle del Prado, en un edificio modernista inaugurado por Cánovas del Castillo en 1884. El edificio es obra de los arquitectos Enrique Fort y Luis de Landecho. Arturo Mélida le dio contenido artístico con valiosísimas pinturas de estilo Modernista Ecléctico, a la manera del movimiento de secesión vienés, en el "Salón de Actos". Alejandrina Gessler de Lacroix, por mediación de su primo el conde de Morphy, llevó a cabo durante los años de 1890 y 1891 la decoración del techo de la gran sala central del Ateneo. Realizado sin retribución alguna, el magnífico techo representa la Elocuencia, que abriga bajo la bandera española la Paz y las Bellas Artes.

## Salas de exposiciones

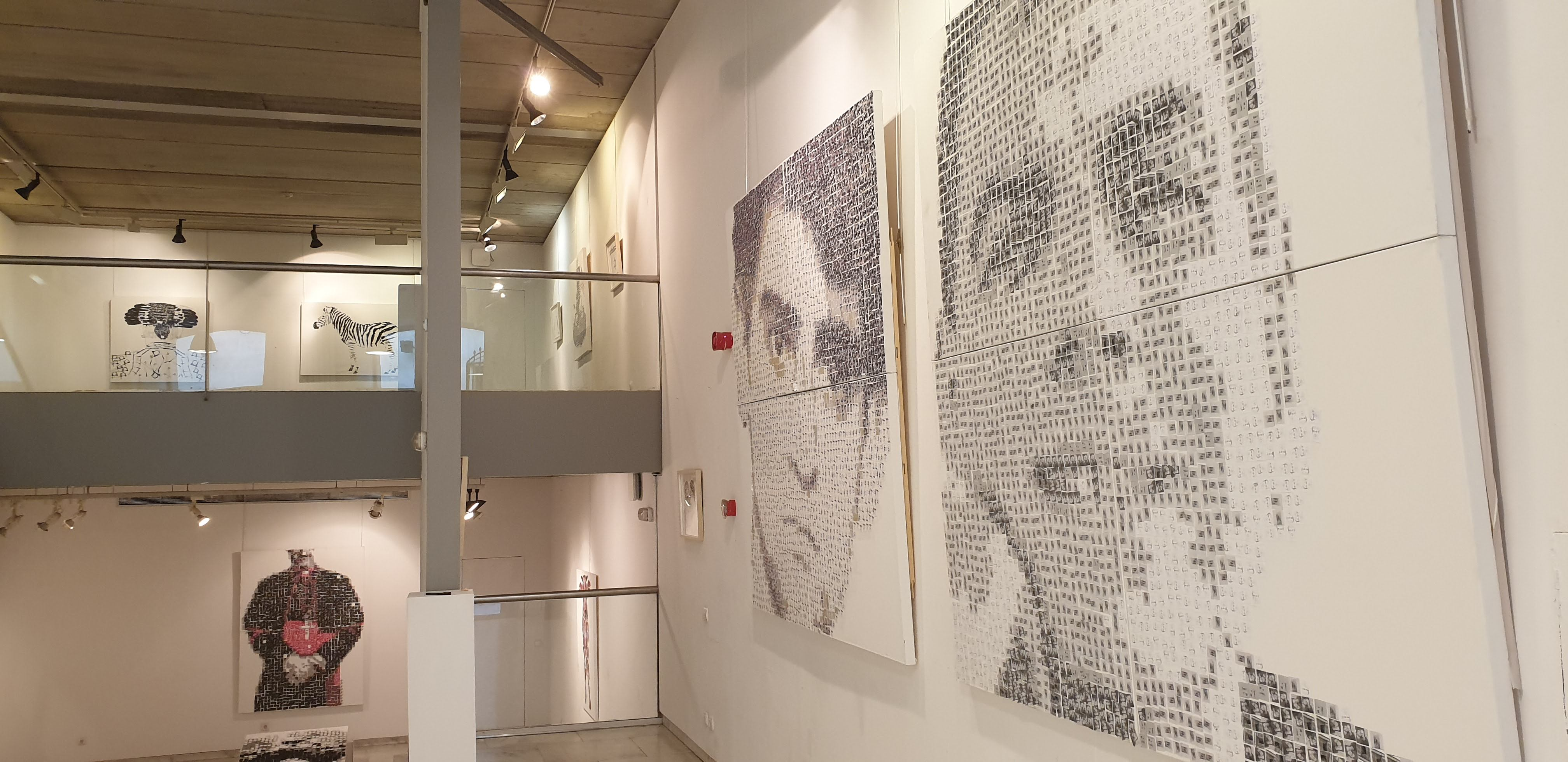
Sala de exposiciones

El Ateneo cuenta con dos salas de exposiciones, en donde mostraron sus obras Lucio Muñoz, Antoni Tápies, Manuel Hernández Mompó, Manolo Millares o Marta Cárdenas. En 2019 se expuso ahí la obra de Daniel Garbade y como sede de PHotoEspaña la exposición SocialSUBJETIVA con obra de Antonia Cruz. Antonio López realizó ahí su primera exposición individual, en 1957.